# Kévin Constant
Kévin Constant (ur. 10 maja 1987 we Fréjus) – gwinejski piłkarz francuskiego pochodzenia występujący na pozycji obrońcy. Reprezentant Gwinei oraz były reprezentant Francji do lat 17.

## Kariera
Kevin Constant jest wychowankiem szkółki piłkarskiej Toulouse FC. Od roku 2004 jest zawodnikiem rezerw Fioletowych. Rozegrał tam 3 sezony i powoli pojawia się w pierwszej drużynie klubu z Tuluzy. Debiut w Ligue 1 zaliczył 20 sierpnia, w wygranym 1:0 meczu 3. kolejki z OGC Nice. Constant wszedł na boisko w 90 minucie spotkania.
W 2008 roku trafił do LB Châteauroux, gdzie rozegrał 79 spotkań i strzelając 15 bramek. W 2010 został wypożyczony do Chievo, gdzie zagrał pełny sezon strzelając 2 gole. Od 2011 zawodnik Genoa CFC. 20 czerwca 2012 został wypożyczony do A.C. Milan.
Constant otrzymał powołanie do reprezentacji Gwinei na Puchar Narodów Afryki 2008, jednak ostatecznie na turniej w Ghanie nie pojechał. Urodzony we Francji piłkarz wyraził chęć reprezentowania kraju, z którego pochodzi jego matka, a Gwinejska Federacja przesłała dokumenty, jednak FIFA nie zdążyła wydać zgody przed rozpoczęciem turnieju. Constanta zastąpił Mamadou Bah.